# وريد ظهراني عميق للبظر
الوريد الظهراني العميق للبظر هو وريد يقوم بتصريف الدم إلى الضفيرة الوريدية المثانية.

## وصلات خارجية
- http://anatomy.med.umich.edu/anatomytables/veins_pelvis_perineum.html

هذه المقالة تعتمد على مواد ومعلومات ذات ملكية عامة، من الطبعة العشرين لكتاب تشريح جرايز لعام 1918.